# Donato Román
Donato Román Heitman (Santiago, 4 de diciembre de 1915-San Antonio, 23 de noviembre de 2004) fue un compositor chileno.

## Carrera
Se crio en una familia de músicos en Santiago. Se casó con Lucía Vergara Polloni.
Ingresó al conservatorio a los 12 años. A los 16 años compuso una marcha de bienvenida para Eduardo VII, príncipe de Gales, que se encontraba de visita en Chile.
En 1934 dirigió a la Orquesta Sinfónica de Chile en su obra Ballet del oro. En 1935 escribió su canción más famosa, «Mi banderita chilena», tonada que fue grabada por numerosos músicos importantes de Chile y enseñada a generaciones de escolares chilenos.
Además de la canción popular, también compuso obras sinfónicas, música de cámara y música para acompañar a destacados poetas de Chile y para 16 películas chilenas.

## Reconocimientos
En 1991 fue reconocido, junto con Ester Soré, con la designación de «figura fundamental de la música chilena» por la SCD.